# 唐远游
唐远游（1969年3月—），男性，重庆永川人，中华人民共和国政治人物。1993年取得中国矿业大学采矿工程专业本科学位，1993年7月参加工作，1998年6月加入中共。在职工商管理硕士、工程硕士学位，高级工程师。

## 简历
曾任河南省永城煤电控股集团有限公司总经理助理、总经理、副董事长、董事长，内蒙古鄂尔多斯永煤投资有限责任公司副董事长、总经理。2013年11月，担任河南省工业和信息化厅副厅长。之后改任河南省盐务管理局局长、党委书记，河南省盐业总公司总经理。
2015年6月，任鹤壁市委副书记。2015年8月29日当选鹤壁市长。以后历任河南省质量技术监督局局长、市场监督管理局局长，2020年出任中共河南省委军民融合办常务副主任。